# Alda Greoli
Alda Greoli, ook Alda Colson-Greoli genoemd, (Spa, 26 oktober 1962) is een Belgische politica voor het cdH, sinds maart 2022 Les Engagés genaamd.

## Levensloop
Alda Greoli, die Italiaanse roots heeft, werkte als analist-programmeur in de informaticabranche en vervolgens op een advocatenkantoor. In 1997 werd ze door toenmalig PSC-kopstuk Philippe Maystadt gevraagd om actief te worden binnen de PSC, sinds 2002 cdH genaamd. Ze zegde toe en werd benoemd tot nationaal secretaris van het cdH bevoegd voor de betrekkingen met non-profitsector, de verenigingswereld en bewegingen en federaties in de sociaal-economische sector.
In 2001 werd Greoli benoemd tot directrice van het sociaal-educatieve departement van de Landsbond der Christelijke Mutualiteiten, waarna ze in 2005 als raadgever ging werken op het kabinet van minister Laurette Onkelinx, waar ze de bevoegdheden sociale veiligheid, werk, pensioenen en volksgezondheid had. Van 2006 tot 2014 was ze nationaal secretaris van de Christelijke Mutualiteit, waarna ze van 2014 tot 2016 kabinetschef was van Maxime Prévot, toenmalig minister in de Waalse Regering.
In april 2016 werd ze eerder onverwacht benoemd tot viceminister-president en minister van Kleine Kinderen, Kinderdagverblijven en Cultuur in de Franse Gemeenschapsregering als opvolger van de ontslagnemende Joëlle Milquet. In juli 2017 werd ze eveneens viceminister-president en minister van Gezondheid, Gelijke Kansen, Sociale Actie, Ambtenarenzaken en Administratieve Vereenvoudiging in de Waalse Regering. Ze bleef haar ministeriële functies uitoefenen tot in september 2019.
Van 1994 tot 2002 was Greoli eveneens gemeenteraadslid van Spa. Bij de gemeenteraadsverkiezingen van oktober 2018 was ze kandidaat in Luik, maar ze werd niet verkozen. In mei 2019 werd ze verkozen tot Waals Parlementslid en lid van het Parlement van de Franse Gemeenschap. In dit laatste parlement werd ze fractieleider voor het cdH.
Aan het begin van 2022 verhuisde Greoli naar haar geboortestad Spa, met de ambitie om er bij de gemeenteraadsverkiezingen van 2024 de functie van burgemeester te bemachtigen. In oktober 2022 werd ze in Spa schepen van Cultuur en Werk en OCMW-voorzitster, hoewel ze niet in de gemeenteraad zetelde. Het Waalse lokale kiesdecreet laat namelijk toe dat een schepenpost in een Waalse gemeente bekleed mag worden door een figuur buiten de gemeenteraad. Vanwege de decumulregeling in het Waals Parlement diende ze daardoor ontslag te nemen uit haar parlementaire mandaten.
Bij de Europese verkiezingen van juni 2024 kreeg Greoli de tweede plaats van de lijst van Les Engagés toegewezen. Ze werd niet verkozen.